# Татаки
Татаки (яп. たたき, «истолченный» или «разделённый на части») или тоса-ми — метод приготовления рыбы или мяса в японской кухне.

## Описание
Вариант с тепловой обработкой мяса
Рыба или мясо очень быстро обжаривается на открытом огне или на сковороде, немного маринуется в уксусе, режется тонкими ломтиками и приправляется имбирём, размолотым или истолченным в пасту (отсюда название метода). Блюдо может подаваться с соевым соусом и гарниром наподобие сашими.
Этот способ появился в 19 веке в исторической японской провинции Тоса, сейчас префектура Коти, что отражается во втором названии тоса-ми. Изобретение метода приписывается национальному герою Японии Сакамото Рёма, который перенял европейский способ приготовления мяса на гриле от иностранцев, живших в Нагасаки.
Вариант с сырым мясом
Рыба или мясо нарезается («разделяется на части») и смешивается с овощами, такими как, например, чеснок, имбирь, зелёный лук или листья шисо. Перед подачей к столу блюдо может поливаться соевым соусом.